# Euphrasia macrodonta
Euphrasia macrodonta är en snyltrotsväxtart som beskrevs av Juzepczuk och Ganeschin. Euphrasia macrodonta ingår i släktet ögontröster, och familjen snyltrotsväxter. Inga underarter finns listade i Catalogue of Life.